# Richard Murray Vaughan
Richard Murray Vaughan (bekannt als R. M. Vaughan; * 2. März 1965 in Saint John, New Brunswick; † Oktober 2020 in  Saint John, New Brunswick) war ein kanadischer Schriftsteller und Künstler.

## Leben
Vaughan studierte Kreatives Schreiben an der University of New Brunswick. Vaughan veröffentlichte als Schriftsteller mehrere Romane, Poesiewerke, Kunstkataloge und Anthologien. In Toronto wurde er in den 1990er und 2000er Jahren zu einer festen Größe in der Kunst- und Literaturszene der Stadt. Vaughan war als 38. Writer-in-Residence an die University of New Brunswick in seine Heimatprovinz zurückgekehrt, nachdem er seine Karriere in größeren Städten wie Toronto und Berlin aufgebaut hatte.

## Werke (Auswahl)
- The InCorrupt Tables (Wild East/Salamanca Chapbooks, 1992 (Wiederauflage 1995), Poesie)
- William Forrestali's (Muted) Cornucopia (Studio 21 Halifax, 1992, Kunst Katalog)
- Beyond Bad Times (Snowapple Press, 1993, Anthologie)
- Expressions: Writing About Psychiatric Survival (Expressions Press, 1993, Anthologie)
- Shout and Speak Out Loud: Atlantic Canadians on Child Sexual Abuse (Wild East, 1993, Anthologie)
- Semiotext(e) CANADAS (Semiotext(e) Publications, 1994, Anthologie)
- Plush (Coach House Press, 1995, Anthologie)
- Symbiosis: The Clinic (Symbiosis Collective, 1995, Kunst Katalog)
- The Last Word (Insomniac Press, 1995, Anthologie)
- a selection of dazzling scarves (ECW Press, 1996, Poesie)
- DISCovering Authors: Canadian Series (Gale Research, 1996, CD Rom)
- Carnival: A Scream In High Park Reader (Insomniac Press, 1996, Anthologie)
- Painted, Tainted, Sainted by Sky Gilbert (PUC Press, 1996, Einleitung)
- Blues and True Concussions: 6 New Poets (House of Anansi, 1996, Anthologie)
- To Monsieur Desmoulins... (Tortoise Shell and Black, 1997, poetry chapbook)
- Gay Love Poetry (Robinson Publishing U.K. 1997, Anthologie)
- The Ecstatic Moment: The Best of Libido (Dell Books, 1997, Anthologie)
- 96 Tears (in my jeans) (Broken Jaw Press, 1998, Poesie chapbuch)
- A Quilted Heart (Insomniac Press, 1998, Roman)
- Contra/Dictions: Queer Male Fiction (Arsenal Pulp Press, 1998, Anthologie)
- Written in the Skin (Insomniac Press, 1998, Anthologie)
- Rhubarb-O-Rama! (Blizzard Press, 1998, Anthologie von Werken)
- Restless Requiem: Catherine Hale's Seductive Altars (Art Centre, University of New Brunswick Press, 1998, Kunst Katalog)
- Invisible to Predators (ECW Press, 1999, Poesie)
- Camera, Woman (2001, Drama)
- Spells (2003, Roman)
- The Monster Trilogy (2003, Drama)
- Ruined Stars (2004, Poesie)
- Troubled: A Memoir in Poems (2008, Poesie)
- Bright Eyed (2015, Memoiren)
- R. M. Vaughan: One year after (= New Brunswick chapbook series #6). Frog Hollow Press, Victoria, BC 2018, ISBN 978-1-926948-62-1 (englisch).
- R. M. Vaughan: Ve1xe (= New Brunswick Chapbook Series #11). Frog Hollow Press, Victoria, BC 2019, ISBN 978-1-926948-84-3 (englisch).
- Compared to Hitler (Tightrope Books, 2013, ausgewählte Essays)